# Paul Broten
Paul Newell Broten, född 27 oktober 1965, är en amerikansk före detta professionell ishockeyforward som tillbringade sju säsonger i den nordamerikanska ishockeyligan National Hockey League (NHL), där han spelade för ishockeyorganisationerna New York Rangers, Dallas Stars och St. Louis Blues. Han producerade 101 poäng (46 mål och 55 assists) samt drog på sig 264 utvisningsminuter på 322 grundspelsmatcher. Broten spelade även på lägre nivåer för Berlin Capitals i Deutsche Eishockey Liga (DEL), Binghamton Rangers och Worcester Icecats i American Hockey League (AHL), Denver Rangers, Flint Spirits, Fort Wayne Komets och Cincinnati Cyclones i International Hockey League (IHL) och Minnesota Golden Gophers (University of Minnesota) i National Collegiate Athletic Association (NCAA).
Han draftades i fjärde  rundan i 1984 års draft av New York Rangers som 77:e spelare totalt.
Han är bror till de före detta ishockeyspelarna Aaron och Neal Broten, båda två spelade i NHL och där Neal Broten vann Stanley Cup med New Jersey Devils för säsongen 1994–1995.

## Statistik
| 1983–1984   | Roseau High School       |             | 26  | 26 | 29 | 55  | 4   | —  | — | — | —  | —  |
| 1984–1985   | Minnesota Golden Gophers | NCAA        | 44  | 8  | 8  | 16  | 26  | —  | — | — | —  | —  |
| 1985–1986   | Minnesota Golden Gophers | NCAA        | 38  | 6  | 16 | 22  | 24  | —  | — | — | —  | —  |
| 1986–1987   | Minnesota Golden Gophers | NCAA        | 48  | 17 | 22 | 39  | 52  | —  | — | — | —  | —  |
| 1987–1988   | Minnesota Golden Gophers | NCAA        | 42  | 19 | 26 | 45  | 54  | —  | — | — | —  | —  |
| 1988–1989   | Denver Rangers           | IHL         | 77  | 28 | 31 | 59  | 133 | 4  | 0 | 2 | 2  | 6  |
| 1989–1990   | New York Rangers         | NHL         | 32  | 5  | 3  | 8   | 26  | 6  | 1 | 1 | 2  | 2  |
|             | Flint Spirits            | IHL         | 28  | 17 | 9  | 26  | 55  | —  | — | — | —  | —  |
| 1990–1991   | New York Rangers         | NHL         | 28  | 4  | 6  | 10  | 18  | 5  | 0 | 0 | 0  | 2  |
|             | Binghamton Rangers       | AHL         | 8   | 2  | 2  | 4   | 4   | —  | — | — | —  | —  |
| 1991–1992   | New York Rangers         | NHL         | 74  | 13 | 15 | 28  | 102 | 13 | 1 | 2 | 3  | 10 |
| 1992–1993   | New York Rangers         | NHL         | 60  | 5  | 9  | 14  | 48  | —  | — | — | —  | —  |
| 1993–1994   | Dallas Stars             | NHL         | 64  | 12 | 12 | 24  | 30  | 9  | 1 | 1 | 2  | 2  |
| 1994–1995   | Dallas Stars             | NHL         | 47  | 7  | 9  | 16  | 36  | 5  | 1 | 2 | 3  | 2  |
| 1995–1996   | St. Louis Blues          | NHL         | 17  | 0  | 1  | 1   | 4   | —  | — | — | —  | —  |
|             | Worcester Icecats        | AHL         | 50  | 22 | 21 | 43  | 42  | 3  | 0 | 0 | 0  | 0  |
| 1996–1997   | Fort Wayne Komets        | IHL         | 59  | 19 | 28 | 47  | 82  | —  | — | — | —  | —  |
| 1997–1998   | Cincinnati Cyclones      | IHL         | 81  | 9  | 12 | 21  | 80  | 9  | 3 | 1 | 4  | 8  |
| 1998–1999   | Berlin Capitals          | DEL         | 50  | 8  | 15 | 23  | 100 | —  | — | — | —  | —  |
| NHL totalt  | NHL totalt               | NHL totalt  | 322 | 46 | 55 | 101 | 264 | 38 | 4 | 6 | 10 | 18 |
| AHL totalt  | AHL totalt               | AHL totalt  | 58  | 24 | 23 | 47  | 46  | 3  | 0 | 0 | 0  | 0  |
| IHL totalt  | IHL totalt               | IHL totalt  | 245 | 73 | 80 | 153 | 350 | 13 | 3 | 3 | 6  | 14 |
| NCAA totalt | NCAA totalt              | NCAA totalt | 172 | 50 | 72 | 122 | 156 | —  | — | — | —  | —  |

### Internationellt
| Källa:        | Källa:        | Källa:        |         | Utv = Utvisningsminuter | Utv = Utvisningsminuter | Utv = Utvisningsminuter | Utv = Utvisningsminuter | Utv = Utvisningsminuter |
| År            | Lag           | Mästerskap    | Matcher | Mål                     | Assists                 | Poäng                   | Utv                     |                         |
| ------------- | ------------- | ------------- | ------- | ----------------------- | ----------------------- | ----------------------- | ----------------------- | ----------------------- |
| 1999          | USA           | VM            | 3       | 0                       | 0                       | 0                       | 2                       |                         |
| Senior totalt | Senior totalt | Senior totalt | 3       | 0                       | 0                       | 0                       | 2                       |                         |